# Куцоніжка двоколоскова
Куцоні́жка двоколоско́ва (Brachypodium distachyon (L.) P.Beauv.) — вид рослин родини тонконогових. Поширений у Південній Європі, Північній Африці й південно-західній Азії на схід до Тибету. Використовується як модельний організм.

## Опис
Однорічна трав'яниста рослина. Стебла до 30 см, прості або розгалужені біля основи, прямий або колінчастих біля основи, вузлуватий, іноді запушені. Має вузьке (як правило, близько 4 мм) листя. Листові пластинки більш-менш волохаті, шорсткі, сірувато-синьо-зелені. Суцвіття складаються з 1–5 колосків, від 20 до 25 мм від 10 до 15 квітів у кожному. Плід — зернівка, волохата на верхівці. Квіти та плоди з березня по червень. Через жорсткість стебел і наявність волосин має мале кормове значення.

## Поширення
Африка: Алжир [пн.]; Єгипет; Лівія [пн.]; Марокко; Туніс; Ефіопія. Азія: Афганістан; Кіпр; Єгипет — Синай; Іран; Ірак; Ізраїль; Йорданія; Ліван; Сирія; Туреччина; Туркменістан [пд.]; Узбекистан; Пакистан, Тибет. Кавказ: Азербайджан; Російська Федерація — Дагестан. Європа: Україна [вкл. Крим]; Албанія; Болгарія; Хорватія; Греція [вкл. Крит]; Італія [вкл. Сардинія, Сицилія]; Словенія; Франція [вкл. Корсика]; Португалія [вкл. Мадейра]; Гібралтар; Іспанія [вкл. Балеарські острови, Канарські острови]. Непевно: Португалія — Азорські острови. Натуралізовано: в інших місцях (напр. Австралія, деякі атлантичні острови й частини Північної та Південної Америки). Росте на сухих луках.
В Україні зростає на відкритих сухих глинистих і кам'янистих схилах, відслоненнях і засмічених місцях — в Південному Криму, досить часто; як заносне в околицях Одеси й Маріуполя.

## Галерея

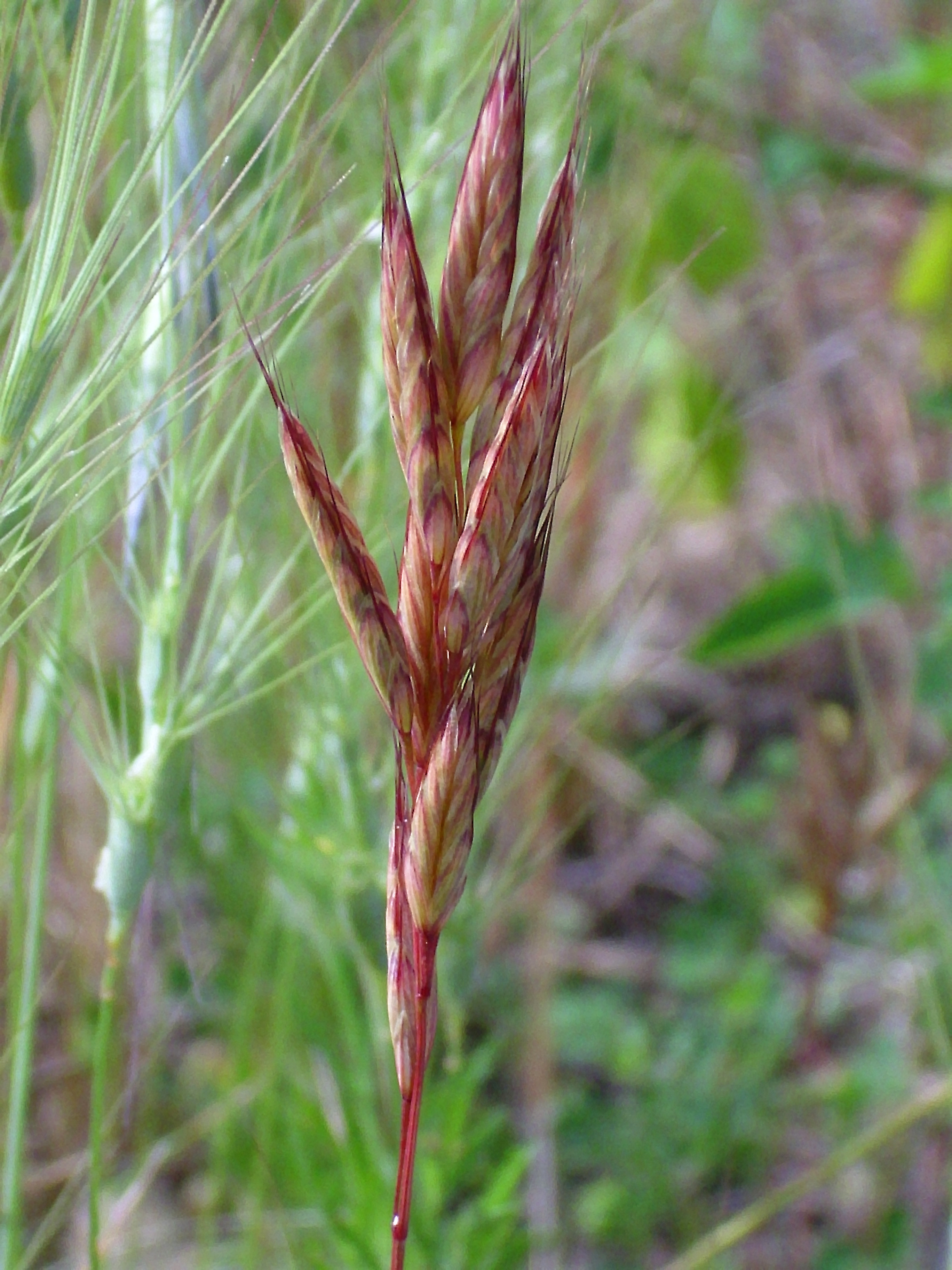
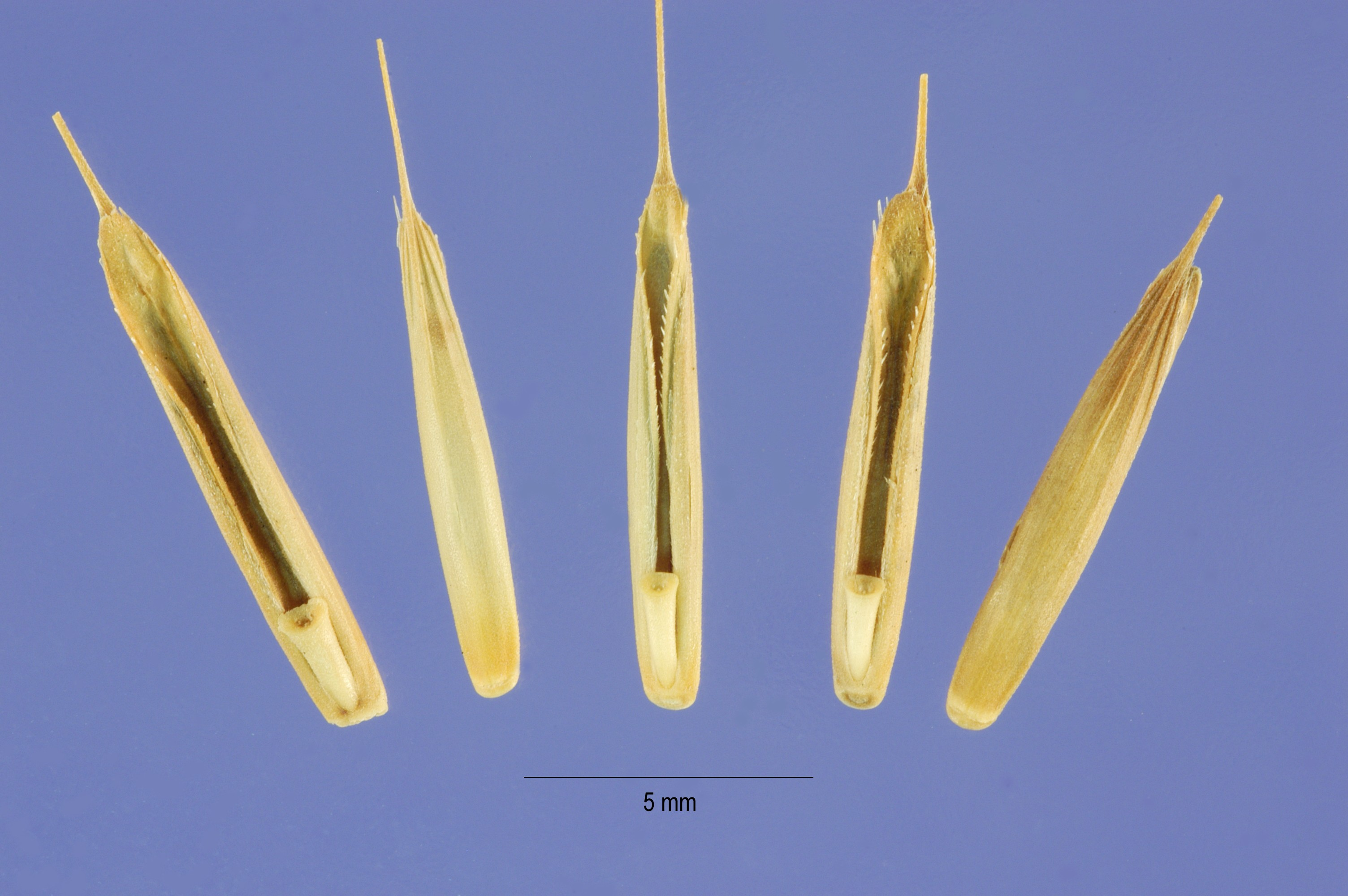
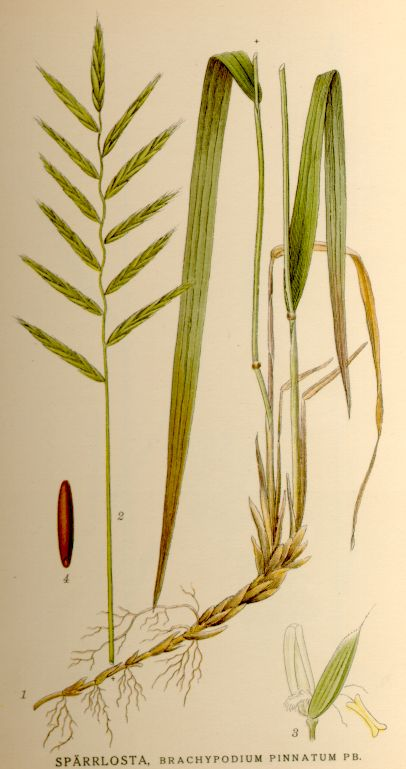